# نام من جو است
نام من جو است (انگلیسی: My Name Is Joe) یک فیلم به کارگردانی کن لوچ است که در سال ۱۹۹۸ منتشر شد. از بازیگران آن می‌توان به پیتر مولان، گری لوئیس و دیوید هایمن اشاره کرد.